# پیپریلون
پیپریلون (انگلیسی: Piperylone) نوعی پیرازولون است که دارای خواص ضد درد، ضدالتهابی و تب‌بر است.